# Шипоноска чёрная
Шипоноска чёрная (лат. Hispa atra) — вид жуков подсемейства щитоносок из семейства листоедов.

## Распространение
Встречается в Европе, Средиземноморском регионе, на Кавказе, в Центральной Азии, Монголии и северном Китае.

## Описание
Чёрные матовые жуки длиной 3-4 мм
. На переднеспинке, надкрыльях и первом членике усиков расположены шипы.